# Championnat de France de hockey sur glace 1964-1965
Saison précédente Saison suivante
La saison 1964-65 est la 44e saison du championnat de France de hockey sur glace.

## Bilan
21e titre de champion de France pour le Chamonix Hockey Club devant Boulogne 2e et Villard de Lans 3e.